# 伊利沙伯二世登基鑽禧紀念

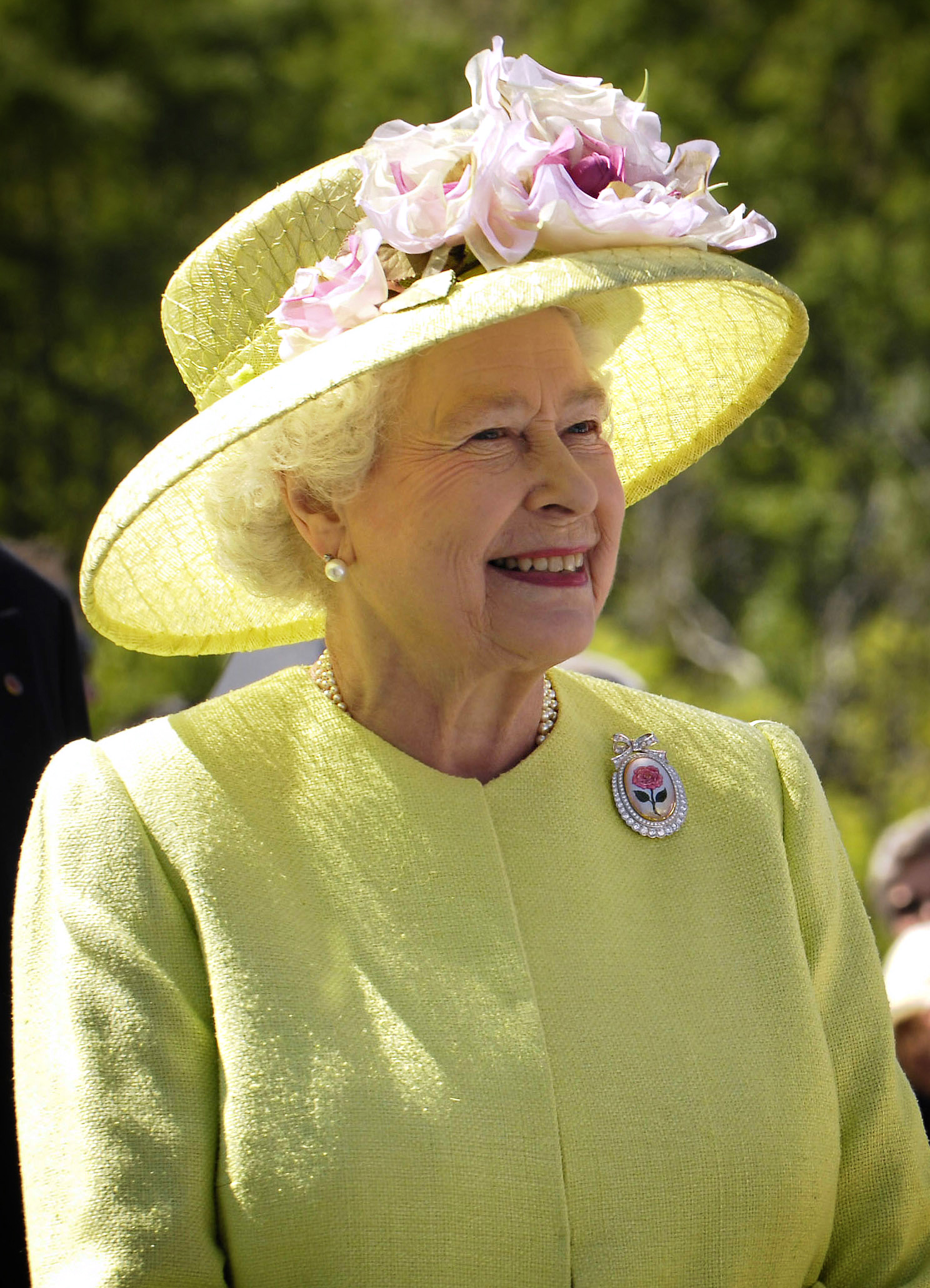
伊利沙伯二世

伊利沙伯二世登基鑽禧紀念（英語：Diamond Jubilee of Queen Elizabeth II）是2012年的一項多國慶祝活動，以紀念60年前伊丽莎白二世在1952年2月6日繼承駕崩的父親乔治六世，登基成為英国、加拿大、澳大利亚、新西兰、巴基斯坦、南非、錫蘭（現名斯里蘭卡）女王；登基鑽禧紀念時伊利沙伯二世為16個英聯邦王國女王。除她以外，英國歷史和英联邦歷史上只曾有維多利亞女王在1897年慶祝登基鑽禧周年紀念。按照傳統，多個以伊利沙伯二世為元首的國家都會頒授鑽禧獎章。

## 概覽

女皇登基鑽禧紀念的英國官方徽章

伊利沙伯二世在1952年2月6日因父皇喬治六世駕崩而登基，翌年6月2日於倫敦西敏寺舉行加冕大典，在悠長的在位年期間，她先後在1977年和2002年分別慶祝登基銀禧紀念和登基金禧紀念。2012年的登基鑽禧是為紀念她登基即位60周年而舉行，在英國歷史上，只曾有維多利亞女皇在1897年慶祝過登基鑽禧。
雖然英聯邦王國的版圖在伊利沙伯二世治下不斷縮減，但截止2012年，她仍然是包括英國在內16個英聯邦王國的元首，另外還管轄14塊英國海外領土。除了這些屬土，英聯邦其他大部份成員國也有慶祝女皇登基鑽禧。英國的女皇鑽禧官方慶祝活動，特別是2012年6月2日至6月5日四天的鑽禧周末假期，主要由白金漢宮方面和女皇會同樞密院籌辦，並由英國政府轄下文化媒體及體育部協辦。而各英聯邦成員國和英國海外領土的大小慶祝活動，則由各地政府自行籌辦。
2011年英聯邦國家政府首腦會議在澳洲珀斯舉行期間，各成員國除了討論了登基鑽禧紀念的活動安排以外，英國首相大衛·卡梅倫還宣佈成立伊利沙伯女皇鑽禧信託，信託隨後於2012年2月6日正式投入運作，當中以前英國首相馬卓安爵士出任信託主席。得到英國、澳洲、紐西蘭和加拿大等多個英聯邦成員國撥款贊助的信託以慈善為目的，並以五年為限，主要負責資助英聯邦各地的慈善團體，以便推行疾病防治、文化和教育等各類項目。
在2010年10月，白金漢宮與英國廣播公司合辦比賽，邀請全國年齡介乎6至14歲的青少年和兒童設計一個代表女皇登基鑽禧紀念的徽章。比賽最終在2011年2月揭曉，由來自英格蘭柴郡切斯特的10歲女童凱瑟琳·杜瓦（Katherine Dewar）勝出。與傳統設計嚴謹的紀念徽章不同，這個徽章展現出兒童繪畫的筆觸，主體上部是一個形象化的皇冠，上書數字「60」，皇冠下部是一面英國國旗；徽章主體上方寫有代表女皇的英文「Queen」字樣，而主體下方則寫有代表鑽禧的英文「Diamond Jubilee」字樣；徽章主體左右各繪有三枚鑽石，進一步帶出女皇登基60周年鑽禧紀念的意思。這個徽章雖然是女皇登基鑽禧紀念的官方徽章，但徽章主要為英國所採用，加拿大、紐西蘭等英聯邦成員國也各自設計了誌慶女皇登基鑽禧的徽章。
12月，英屬南極領地的一片無名地獲名為伊莉莎白女王地。

## 外部連結
- 官方網頁
- 英國皇室官方網頁（页面存档备份，存于）
- 加拿大官方網頁（页面存档备份，存于）